# Korona Rossijskoj imperii, ili Snova Neulovimyje
Korona Rossijskoj imperii, ili Snova Neulovimyje (russisk: Корона Российской Империи, или Снова Неуловимые) er en sovjetisk spillefilm fra 1971 af Edmond Keosajan.

## Medvirkende
- Viktor Kosykh - Danka Shchus
- Valentina Kurdjukova - Ksanka Sjjus
- Vasilij Vasiljev - Yasjka
- Mikhail Metjolkin - Valerka Mesjjerjakov
- Ivan Pereverzev - Smirnov